# 道徳感情数理工学
道徳感情数理工学（どうとくかんじょうすうりこうがく、英: Mathematical Engineering of Morality Emotions） とは、人工知能やロボット、アバターなどの人工自我やAIの道徳制御を行う研究や、鄭雄一が提唱する道徳次元の計測を行う学問をいう。
光吉俊二が始めた人工自我研究から派生し、これとは道徳次元を融合させた研究が同氏と鄭雄一により行われている。
2017年に東京大学大学院工学系研究科は社会連携講座により、この人工自我研究をスタートさせた。
この技術の応用では、神奈川県の国家戦略特区での「笑い」の健康への影響などの研究で成果を出している。